# Niegosław (gromada)
Niegosław – dawna gromada, czyli najmniejsza jednostka podziału terytorialnego Polskiej Rzeczypospolitej Ludowej w latach 1954–1972.
Gromady, z gromadzkimi radami narodowymi (GRN) jako organami władzy najniższego stopnia na wsi, funkcjonowały od reformy reorganizującej administrację wiejską przeprowadzonej jesienią 1954 do momentu ich zniesienia z dniem 1 stycznia 1973, tym samym wypierając organizację gminną w latach 1954–1972.
Gromadę Niegosław z siedzibą GRN w Niegosławiu utworzono – jako jedną z 8759 gromad na obszarze Polski – w powiecie strzeleckim w woj. zielonogórskim na mocy uchwały nr V/22/54 WRN w Zielonej Górze z dnia 5 października 1954. W skład jednostki weszły obszary dotychczasowych gromad Niegosław, Czartowo, Marzenin, Lipno i Karwin ze zniesionej gminy Niegosław w tymże powiecie. Dla gromady ustalono 13 członków gromadzkiej rady narodowej.
1 stycznia 1958 do gromady Niegosław włączono wieś Grotów ze zniesionej gromady Rąpin w tymże powiecie.
1 stycznia 1967 do wsi Niegosław w gromadzie Niegosław włączono obszar użytków rolnych o powierzchni 77,91 ha z miasta Drezdenko w tymże powiecie.
1 stycznia 1972 do gromady Niegosław włączono tereny o powierzchni 277 ha z miasta Drezdenko w tymże powiecie.
Gromada przetrwała do końca 1972 roku, czyli do kolejnej reformy gminnej.